# Aeródromo Curacaví
El aeródromo de Curacaví, (OACI: SCCV) se ubica al sur de la localidad del mismo nombre, a un costado de la ruta 68 entre Santiago y Valparaíso.
Este aeródromo es privado de uso público. En sus instalaciones funciona el Club Aéreo de Curacaví (dueño del aeródromo), Club Aéreo Comodoro Arturo Merino Benítez, Club Aéreo Adolfo Menadier, una base y helipuerto de CONAF, empresa Paracaidísmo Chile y dos centros de mantenimiento aeronáutico (CMA), cuenta también con una pequeña pista para la rama de aeromodelismo del Club Aéreo de Curacaví (costado sur, paralela a pista principal). Su pista fue pavimentada durante el año 2017. El año 2023 se pavimentaron también sus calles de rodaje.